# اوهارا شیگه‌نوری

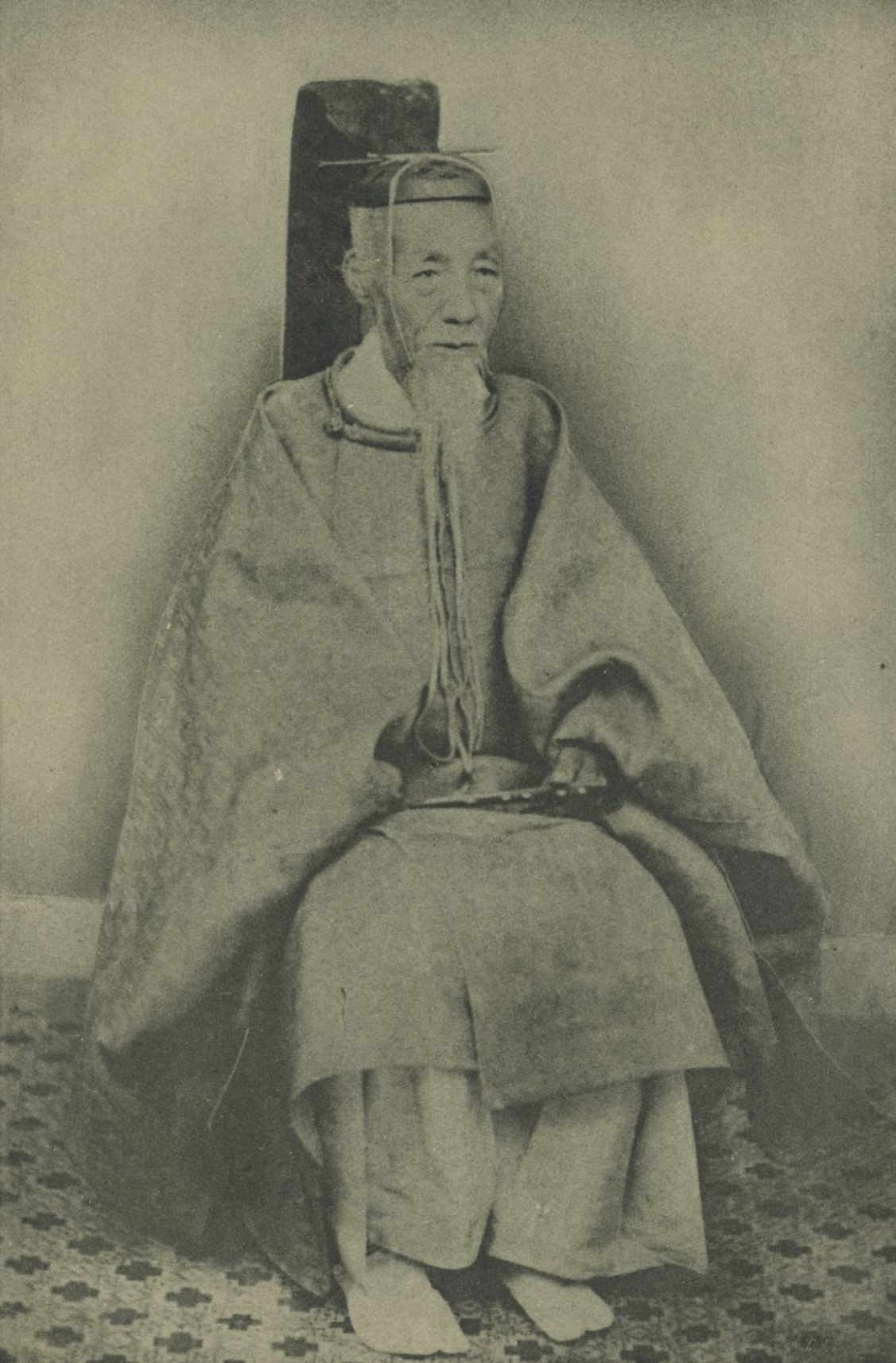

تاکیگاوا توموتاکا (به ژاپنی: 滝川 具挙 たきがわ ともたか)، اشراف‌زاده‌ای از اواخر دوره ادو تا دوره میجی. پنجمین پسر گون چوناگون اوهارا شیگتادا بود. او رتبه دوم کوچک، گون چوناگون، را داشت و به او رتبه شونیی اعطا شد.

## زندگی‌نامه
متولد کیوتو در سال ۱۸۰۱. در سال ۱۸۰۹ پسر امپراتور کوکاکو شد و در سال ۱۸۱۵ وارد دربار امپراتوری شد، جایی که امپراتور کومی از او بسیار قدردانی کرد.
در سال ۱۸۵۸، هنگامی که عضو ارشد شورا، ماسامونه هوتا، برای کسب اجازه امپراتوری جهت امضای پیمان دوستی و تجارت بین ایالات متحده و ژاپن به کیوتو رفت، به دلیل مخالفت ایواکورا تومومی و دیگران، در حصر خانگی قرار گرفت. در سال ۱۸۶۲، هنگامی که شیمازو هیسامیتسو از قلمرو ساتسوما، سربازان قلمرو خود را برای پیشنهاد یک سیاست به کیوتو هدایت کرد، شیگنوری که عفو شده بود، به توصیه ایواکورا تومومی به عنوان فرستاده امپراتوری به ادو رفت و توسط سربازان قلمرو ساتسوما محافظت می‌شد. در ادو، او از اعضای شورا، ایتاکورا کاتسوشیگه و هوتا ماسایوشی، خواست تا با حمایت فشار نظامی ساتسوما، اخراج خارجی‌ها را انجام دهند، هیتوتسوباشی یوشینوبو (توکوگاوا یوشینوبو) را به عنوان سرپرست شوگون و ماتسودایرا شونگاکو، ارباب سابق قلمرو فوکویی، را به عنوان وزیر ارشد منصوب کنند و به هر دو نفر اجازه دهند در دولت شوگون‌سالاری شرکت کنند و آنها را مجبور به پذیرش اصلاحات بونکیو کرد.
پس از بازگشت به کیوتو، او به عنوان یک مقام امور ایالتی خدمت کرد. سال بعد، او به جعل یک فرمان امپراتوری از قلمرو چوشو، که پیشنهادی را نیز به دربار امپراتوری ارائه کرده بود و از قلمرو ساتسوما انتقاد می‌کرد، متهم شد و از سمت خود استعفا داد. او در سال ۱۸۶۴ عفو شد و در سال ۱۸۶۶ تلاش کرد تا گروه‌های طرفدار شوگون‌سالاری مانند شاهزاده ناکاگاوا و نیجو نارییوکی را اخراج کند، اما موفق نشد و مجبور شد از خواسته خود دست بکشد.
او بعداً عفو شد و در سال ۱۸۶۸ به رتبه دوم جوان و گون چوناگون ارتقا یافت و در دولت جدید در سمت‌هایی مانند مشاور و عضو شورا خدمت کرد، تا اینکه در سال ۱۸۷۹ در سن ۷۹ سالگی درگذشت. در ۳ آوریل همان سال، پس از مرگ، رتبه شونی به او اعطا شد.